# Tococa symphyandra
Tococa symphyandra är en tvåhjärtbladig växtart som först beskrevs av José Jéronimo Triana, och fick sitt nu gällande namn av Célestin Alfred Cogniaux. Tococa symphyandra ingår i släktet Tococa och familjen Melastomataceae. Inga underarter finns listade i Catalogue of Life.